# The Will of James Waldron
The Will of James Waldron est un film muet américain réalisé par Allan Dwan et sorti en 1912.

## Synopsis
À sa mort, James Waldron partage son héritage entre sa fille, Mabel, son fils infirme William et le fils d'un ancien ami, Watkins. Mais ce dernier ne tarde pas à rendre la vie insoutenable au frère et à la sœur...

## Fiche technique
- Réalisation : Allan Dwan
- Date de sortie : États-Unis : 29 août 1912

## Distribution
- J. Warren Kerrigan : Ralph Coswell
- Pauline Bush : Mabel Waldron
- Marshall Neilan : William Waldron